# Camillo Ugi
Camillo Ugi (Lipsia, 21 dicembre 1884 – Markkleeberg, 18 maggio 1970) è stato un calciatore tedesco, di ruolo centrocampista.

## Carriera
Di origini italiane, da ragazzo si iscrisse al VfB Lipsia dove praticò calcio e ginnastica. Compì studi da elettricista meccanico con specializzazione in attrezzature cinematografiche e, al loro termine, andò in Brasile a giocare nello Sport Club Germania. Non riuscì però ad ambientarsi a causa della lingua e tornò presto a Lipsia e lì vinse il campionato tedesco nel 1906. In seguito si trasferì a Marsiglia per lavoro e giocò nella squadra locale. Nel 1912 fece parte della Nazionale tedesca alle Olimpiadi, prima grande manifestazione sportiva a cui la Germania prese parte nel calcio. In seguito iniziò un'attività di costruzione e riparazione di macchinari cinematografici.

## Palmarès

### Club

#### Competizioni nazionali
- Campionato tedesco: 1

VfB Lipsia: 1905-1906